# ليو روستن
ليو كالفن روستن Leo Calvin Rosten (11 أبريل 1908 - 19 فبراير 1997) كاتب ساخر أمريكي.

## أعماله
عمل في مجال كتابة السيناريو وكتابة القصص والصحافة والمعاجم باللغة اليديشية.

## اهتماماته
كما كان مهتما بعلم السياسة خاصة في موضوع العلاقة بين السياسة والإعلام.

## أفراح اليديشية
ألف معجم «أفراح اليديشية».